# Xylota lea
Xylota lea är en tvåvingeart som beskrevs av Heikki Hippa 1978. Xylota lea ingår i släktet vedblomflugor, och familjen blomflugor.
Artens utbredningsområde är Myanmar. Inga underarter finns listade i Catalogue of Life.